# 亚历山大·特罗亚诺夫斯基
亚历山大·特罗亚诺夫斯基（俄语：Алекса́ндр Анто́нович Трояно́вский，1882年1月13日—1955年6月23日），苏联革命家、军人、外交官。特罗亚诺夫斯基出生于俄罗斯帝国图拉的一个世袭贵族家庭，他从米哈伊洛夫斯基炮兵学校毕业后被派往基辅军区第33炮兵旅服役，他在日俄战争期间进行革命和反战的宣传。1904年，他加入了俄国社会民主工党的布尔什维克派，并于1923年正式加入苏联共产党。1927年至1933年期间特罗亚诺夫斯基担任苏联驻日本特命全权大使，1933年至1938年转任驻美国特命全权大使，同时他也是1933年苏联与美国建立外交关系后的第一位苏联驻美国大使。